# マクシム・シャツキフ
マクシム・シャツキフ（Maksim Shatskikh, 1978年8月30日 - ）は、ウズベキスタン出身の元サッカー選手。元ウズベキスタン代表。ポジションはFW。

## 来歴
17歳の時にロシアのクラブへ移籍し、数クラブを転々とした後、1999年にウクライナの名門ディナモ・キーウに加入。1年目の1999-2000シーズンから20得点を挙げウクライナプレミアリーグ得点王に輝き、移籍したアンドリー・シェフチェンコに代わりディナモ・キーウのエースとなった。
2002-2003シーズンにも22得点を挙げ、2度目の得点王を獲得した。UEFAチャンピオンズリーグでは、アーセナルやレアル・マドリー、ローマなどのビッグククラブからも点を挙げており、通算で11ゴールを挙げている。
2009年6月、10年近く所属したディナモ・キーウを離れ、カザフスタンのロコモティフ・アスタナに移籍する。2010年ウクライナのFCアルセナル・キエフに移籍。
ウズベキスタン代表でも中心選手として活躍した。2008年10月15日に埼玉スタジアム2002で行われた2010年南アフリカW杯アジア4次予選・対日本戦で先制点となるゴールを決め、アウェーでの勝ち点1獲得に貢献した。

## 所属クラブ
- FCソコル・サラトフ 1996
- FCトルペド・ヴォルシスキー 1996
- FCラーダ・トリヤッチ 1997
- FC SOYUZ＝ガスプロム・イジェフスク 1998
- FCバルチカ・カリーニングラード 1999
- FCディナモ・キーウ 1999-2009
- FCロコモティフ・アスタナ 2009-2010
- FCアルセナル・キエフ 2010-2013
- FCチョルノモレツ・オデッサ 2013
- FCアルセナル・キエフ 2013
- FCチョルノモレツ・オデッサ 2014-2015
- FKルフ・リヴィウ 2015-2016

## タイトル

### クラブ
ディナモ・キーウ
- ウクライナ・プレミアリーグ：6回 (2000, 2001, 2003, 2004, 2007, 2009)
- ウクライナ・カップ：5回 (2000, 2003, 2005, 2006, 2007)
- ウクライナ・スーパーカップ：3回 (2004, 2006, 2007)

### 個人
- ウクライナ・プレミアリーグ得点王：2回 (1999-00, 2002-03)
- ウズベキスタン年間最優秀サッカー選手賞：4回 (2003, 2005, 2006, 2007)